# Данвілл (Пенсільванія)
Данвілл (англ. Danville) — місто (англ. borough) в США, в окрузі Монтур штату Пенсільванія. Населення — 4239 осіб (2020).

## Географія
Данвілл розташований за координатами 40°57′42″ пн. ш. 76°36′44″ зх. д. / 40.96167° пн. ш. 76.61222° зх. д. (40.961591, -76.612095). За даними Бюро перепису населення США в 2010 році місто мало площу 4,08 км², з яких 4,03 км² — суходіл та 0,05 км² — водойми.

## Демографія
Згідно з переписом 2010 року, у селищі мешкало 4699 осіб у 2219 домогосподарствах у складі 1123 родин. Густота населення становила 1153 особи/км². Було 2430 помешкань (596/км²).
Расовий склад населення:
| - 93,8 % — білих - 2,3 % — азіатів - 1,1 % — чорних або афроамериканців - 0,2 % — корінних американців - 1,2 % — осіб інших рас |

До двох чи більше рас належало 1,3 %. Частка іспаномовних становила 3,7 % від усіх жителів.
За віковим діапазоном населення розподілялося таким чином: 20,6 % — особи молодші 18 років, 62,7 % — особи у віці 18—64 років, 16,7 % — особи у віці 65 років та старші. Медіана віку мешканця становила 37,2 року. На 100 осіб жіночої статі у селищі припадало 85,8 чоловіків; на 100 жінок у віці від 18 років та старших — 80,9 чоловіків також старших 18 років.
Середній дохід на одне домашнє господарство становив 46 914 долари США (медіана — 36 735), а середній дохід на одну сім'ю — 57 688 доларів (медіана — 44 301). Медіана доходів становила 40 594 долари для чоловіків та 31 573 долари для жінок. За межею бідності перебувало 18,8 % осіб, у тому числі 31,7 % дітей у віці до 18 років та 7,3 % осіб у віці 65 років та старших.
Цивільне працевлаштоване населення становило 2205 осіб. Основні галузі зайнятості: освіта, охорона здоров'я та соціальна допомога — 39,0 %, мистецтво, розваги та відпочинок — 9,8 %, науковці, спеціалісти, менеджери — 7,9 %, публічна адміністрація — 6,6 %.